# William Manderston
William Manderstown, auch William Manderston, (* ca. 1485–1552) war ein schottischer Philosoph und gehörte zu den führenden schottischen Akademikern in der Zeit vor der Reformation in Schottland. Manderston wird neben George Lokert (ca. 1485 bis 1457), Robert Galbraight (ca. 1483 bis 1544) und Hector Boece (ca. 1465 bis 1536) dem Kreis um John Major zugeordnet.:5 Er lernte diese Personen in Paris kennen und kehrte wie diese nach Schottland zurück, um dort wichtige Positionen in Gesellschaft und Bildung zu übernehmen.:5

## Leben
Manderstown wurde vermutlich in der Nähe von St Andrews im Ort Manderston geboren, im Stirlingshire. Nach Angaben des Dictionary of National Biography von 1893 wurde er anscheinend auch in St Andrews ausgebildet. Alexander Broadie beschreibt, dass er 1503 an der University of Glasgow immatrikuliert wurde und drei Jahre später, 1506, abschloss. Er wechselte nach Paris, wo er unter John Major am College Sainte Barbe erst lernte und später als Kollege arbeitete. 1525 promovierte Manderstown in Paris zum Doktor der Medizin. Er übernahm die Medizin-Professur am Collège Sainte-Barbe und wurde noch im gleichen Jahr Rektor der Universität.
Manderstons erste Erwähnung steht im Zusammenhang mit einer Publikation 1516 als einer der Herausgeber des Indexes von Lokerts Veröffentlichung der Schriften von Albert von Rickmersdorf, Themon Judaeus und Johannes Buridan.:8 Im darauf folgenden Jahr veröffentlichte Manderston drei Bücher, das Tripartium, ein Lehrbuch für Logik in drei Teilen.:8 1518 folgte das Bipartium, eine Einführung in die Moralphilosophie in zwei Teilen und 1522 ein Werk mit Theoremen zur Zukunft.:8 Das Tripartium (1517) führte zum Abschied Manderstons von Paris.:8 Auslöser war Jerome de Hangest, ein Philosoph und Logiker an der Universität Paris, der zwischen 1504 und 1518 einige Werke veröffentlicht hatte.:8 1525 oder 1526 beschuldigte de Hangest Manderston des Plagiats im Tripartium.:8 Es bleibt bis heute ungeklärt, ob der Vorwurf gerechtfertigt war, auch wenn daran erhebliche Zweifel berechtigt sind.:9 Jedenfalls verließ Manderston Paris und kehrte nie wieder zurück.:8 Es werden andere Gründe für Animositäten de Hangest gegenüber Manderston vermutet und Plagiat war wohl nur ein Vorwand, um Manderstons Karriere zu schaden.:9 Möglicherweise war Manderstons Glaubensbegründung zu dicht an der lutheranischen Position, die de Hangest entschieden bekämpfte.:9 Manderstons Position war bei weitem nicht so extrem, wie die seines Schülers Patrick Hamilton, aber die Vermutung liegt nahe, dass de Hangest der Häresie seines Rektors vorbeugen wollte.:9
Paris verlor mit Manderston einen ausgezeichneten Philosophen, der seine Lehren an der University of St Andrews fortsetzte.:9 In St. Andrews wurde Manderston 1530 zum Rektor gewählt.:9 Den größten Teil seines weiteren Lebens verbrachte er in Schottland. 1535 wurde Manderstown ein Doktortitel des Vatikans in Theologie verliehen.
1539 stiftete er gemeinsam mit John Major einige Stipendien, die mit den Einkünften einiger Häuser in der South Street in St Andrews finanziert wurden. Manderstowns Todestag ist nicht bekannt.

## Werke
1517 hatte Manderstown das Tripartitum Epithoma Doctrinale veröffentlicht, ein umfangreiches Werk über die Logik. Ein Jahr später ließ er das Bipartitum in Morali Philosophia Opusculum folgen, einem Werk zur Moralphilosophie, welches er James Beaton widmete, dem Erzbischof von Glasgow. Angeblich handelte es sich beim zweiten Werk um das Plagiat eines Werkes von Hieronymus Angestus. Kopien beider Werke finden sich in der Advocates' Library in Edinburgh. 1519 verlegte er gemeinsam mit Lokert das Quaestiones ac decisiones physicales von Albert von Rickmersdorf neu.
Weitere, Manderston zugesprochene Werke sind In Ethicam Aristotelis ad Nicomachum Comment, Quæstionem de Futuro Contingenti und De Arte Chymica.
Manderstowns Moralphilosophie kann grob als Aristotelisch klassifiziert werden. Aber da Manderstowns Philosophie christlich geprägt ist, enthält sie auch Elemente, die Aristoteles fremd waren, beispielsweise Gnade. Trotzdem gibt es zwei Merkmale, die die Philosophie als eindeutig Aristotelisch klassifizieren:
- die zentrale Rolle, die den Tugenden zugesprochen wird und
- die Tugenden als Merkmal der Seele

Hier geht Manderstown aber weiter. Er spricht die Tugend nicht nur der Seele zu, sondern ordnet sie auch dem Willen unter, indem eine Tugend nicht nur vorhanden sein, sondern auch praktisch angewandt werden muss. Da zum Handeln zuerst eine Bewertung der Situation erfolgen muss, zeigen sich auch in solchen Bewertungen die Tugenden. Vom Willen folgert Manderstown Aussagen über die Freiheit von Entscheidungen. Denn aus dem Willen, etwas zu tun folgert er zwei Aktivitäten: 1. die Formulierung des Willensaktes („Ich will gehen“) und die Ausführung („Ich gehe“). Während zweitere aber die Folge des ersten ist, so entsteht erstere aber ohne Willensakt: Ich will nicht wollen, dass ich gehe. An den daraus resultierenden Fragen der Entscheidungsfreiheit arbeitet sich Manderstown weiter ab.